# Білоцерківська сільська рада (Великобагачанський район)
Білоцерківська сільська́ ра́да — сільська рада, територія якої відноситься до складу Великобагачанського району Полтавської області, Україна. Центром сільради є село Білоцерківка.
Населення сільради 2 479 осіб.

## Населені пункти
- село Білоцерківка
- село Герусівка
- село Дзюбівщина
- село Коноплянка
- село Красногорівка
- село Лугове
- село Морозівщина
- село Сидорівщина